# 鲁斯丽·哈塔万
鲁斯丽·哈塔万（1997年12月27日—），印尼女子羽毛球運動員。

## 簡歷
2014年8月，鲁斯丽·哈塔万代表印尼參加中國南京舉行的夏季青年奧林匹克運動會羽毛球比賽。同年9月，她出战印度尼西亞羽毛球大師賽，在女单决赛以0比2（14-21、14-21）不敌赛会3号种子、印尼的阿德里安蒂·菲尔达萨里，赢得亚军。同年11月，她出战巴林羽毛球國際挑戰賽，在女单决赛以1比2（21-18、21-23、15-21）不敌赛会头号种子、印度的布滕普拉伊尔·钱德里卡·图拉西，赢得亚军。
2016年5月，鲁斯丽·哈塔万出战樂魚羽毛球國際挑戰賽，在女单决赛以0比2（10-21、14-21）不敌赛会2号种子、队友的迪娜·迪亚·阿尤丝丁，赢得亚军。
2017年9月，鲁斯丽·哈塔万出战新加坡羽毛球國際系列賽，在女单决赛以2比1（21-13、10-21、21-19）击败了赛会头号种子、马来西亚的吳堇溦，夺得其首个国际赛冠军。同年11月，她出战馬來西亞羽毛球國際挑戰賽，在女单决赛以2比0（21-14、21-13）击败了中華台北的林盈君，夺得本赛季的第二个国际赛冠军。
2018年3月，鲁斯丽·哈塔万出战奧爾良羽毛球大師賽，在女单準决赛以0比2（17-21、15-21）不敌赛会2号种子、丹麦的米娅·布里西费尔特。同年4月，她出战芬蘭羽毛球公開賽，在女单决赛以0比2（7-21、13-21）不敌赛会3号种子、世青赛冠军的格蕾戈丽亚·玛丽斯卡·东宗，赢得亚军。

## 主要比賽成績
只列出曾進入準決賽的國際賽事成績：
| 年份   | 賽事                     | 公開賽級別 | 項目     | 拍檔 | 成績   |
| ------ | ------------------------ | ---------- | -------- | ---- | ------ |
| 2013年 | 亞洲青年羽毛球錦標賽     | 其他       | 混合團體 | －   | 季軍   |
| 2013年 | 世界青年羽毛球錦標賽     | 其他       | 混合團體 | －   | 亞軍   |
| 2014年 | 世界青年羽毛球錦標賽     | 其他       | 混合團體 | －   | 亞軍   |
| 2014年 | 印度尼西亞羽毛球大師賽   | 黃金大獎賽 | 女子單打 | －   | 亞軍   |
| 2014年 | 巴林羽毛球國際挑戰賽     | 國際挑戰賽 | 女子單打 | －   | 亞軍   |
| 2015年 | 亞洲青年羽毛球錦標賽     | 其他       | 混合團體 | －   | 季軍   |
| 2016年 | 樂魚羽毛球國際挑戰賽     | 國際挑戰賽 | 女子單打 | －   | 亞軍   |
| 2017年 | 新加坡羽毛球國際系列賽   | 國際系列賽 | 女子單打 | －   | 冠軍   |
| 2017年 | 馬來西亞羽毛球國際挑戰賽 | 國際挑戰賽 | 女子單打 | －   | 冠軍   |
| 2018年 | 亞洲羽毛球團體錦標賽     | 其他       | 女子團體 | －   | 季軍   |
| 2018年 | 奧爾良羽毛球大師賽       | 超級100賽  | 女子單打 | －   | 準決賽 |
| 2018年 | 芬蘭羽毛球公開賽         | 國際挑戰賽 | 女子單打 | －   | 亞軍   |
| 2018年 | 亞洲運動會羽毛球比賽     | 其他       | 女子團體 | －   | 铜牌   |
| 2018年 | 西德·莫迪羽毛球國際賽    | 超級300賽  | 女子單打 | －   | 準決賽 |
| 2019年 | 亞洲羽毛球混合團體錦標賽 | 其他       | 混合團體 | －   | 季軍   |
| 2019年 | 東南亞運動會羽球比賽     | 其他       | 女子團體 | －   | 銀牌   |
| 2019年 | 東南亞運動會羽球比賽     | 其他       | 女子單打 | －   | 銀牌   |

| 2007-2017年 | 首要超級賽 | 超級賽 | 黃金大獎賽 | 大獎賽 | 國際挑戰賽 | 國際系列賽 | 未來系列賽 | 其他 |

| 2018-2026年 | 總決賽 | 超級1000賽 | 超級750賽 | 超級500賽 | 超級300賽 | 超級100賽 | 國際挑戰賽 | 國際系列賽 | 未來系列賽 | 其他 |

### 奧運會和世錦賽參賽紀錄
|          | 2021  |
| -------- | ----- |
| 女子單打 | 48強1 |

1 賽前退賽